# Mikita Dorka Júlia
Mikita Dorka Júlia (Miskolc, 1999. május 6. –) magyar színésznő.

## Életpályája
19 éves koráig szülővárosában nevelkedett. Édesanyja Dobos Klára újságíró, fotóriporter, az Új Misszió c. folyóirat szerkesztője. Édesapja Mikita Gábor Szemere Bertalan-díjas színháztörténész-muzeológus, tanár, a miskolci színészmúzeum szakmai vezetője, a Spanyolnátha művészeti folyóirat művészeti szerkesztője.
8 éves korától egy évtizeden keresztül szerepelt a Miskolci Nemzeti Színház előadásaiban, szóló és csoportos szerepekben. A színház történetében egyedüliként megkapta a legjobb gyermekszereplőnek járó különdíjat A muzsika hangja előadásban nyújtott alakításáért. Emellett rendszeresen lépett fel közművelődési, irodalmi rendezvényeken, tagja volt a miskolci Fráter Kórusnak. Állandó narrátora, versmondója az Új Misszió folyóirat videóinak.
Több alkalommal vett részt Lőrinc Katalin, Benkő Dávid tánckurzusain, valamint a Kultkikötő – Összpróba programban, Szász János rendező kurzusain. Az érettségit követően a Budapesti Operettszínházban, a Pesti Broadway Stúdióban tanult tovább és szerzett színészképesítést. 2025-ben diplomát szerzett a Kaposvári Egyetem színművész szakán, Varga Zsuzsa, Vidnyánszky Attila osztályában. Szakmai gyakorlatának helyszínei: budapesti Nemzeti Színház, Miskolci Nemzeti Színház. 2022 őszétől részt vett az European Theatre and Film Institute Interdisciplinary Dialogue nemzetközi egyetemi színházi projektjében. 2025 nyarán a Szerelemhez nem kell szépség c. operett-turnén lépett fel Erdélyben . 2025-től a Miskolci Nemzeti Színház tagja.
Vőlegénye Nemes Tibor színész.

## Színházi szerepei
- Carlo Goldoni: Csetepaté Chioggiában - Checca Miskolci Nemzeti Színház 2025 Rendező: Rusznyák Gábor
- Nyikolaj Erdman: Az öngyilkos – Raisza Miskolci Nemzeti Színház 2025 Rendező: Szabó Máté
- Oscar Wilde: Ernest by Bunbury –  Cecily Színház- és Filmművészeti Egyetem 2025 Rendező: Kovács Zsófia
- Fazekas Mihály – Hajós Zsuzsa: Lúdas Matyi - Ispán Miskolci Nemzeti Színház 2025 Rendező: Markó Róbert
- Lőrinczy Attila: Az üvegcipőn túl - Kati Miskolci Nemzeti Színház 2025 Rendező: Keszég László
- Zerkovitz: Csókos asszony – Pünkösdi Kató Miskolci Nemzeti Színház 2024 Rendező: Szőcs Artur
- Lázár Ervin:Berzsián és Dideki – Ribizli Miskolci Nemzeti Színház 2024 Rendező: Keszég László
- Synge: A nyugat császára – Nelly Miskolci Nemzeti Színház 2024 Rendező: Ascher Tamás
- Rejtő Jenő: ezegymunkahej (eredeti változat: Aki mer, az nyer) – Helén IKEJ-projekt 2024 Rendező: Wettstein Márk
- Büchner: Leonce és Léna – Rosetta Miskolci Nemzeti Színház 2024 Rendező: Szőcs Artur
- Arthur Miller: A szálemiek – Mercy Lewis Miskolci Nemzeti Színház 2023 Rendező: Rusznyák Gábor
- Bart: Oliver! – Bet Győri Nemzeti Színház 2023 Rendező: Tóth Tünde
- Molnár Ferenc: Üvegcipő – Kati Miskolci Nemzeti Színház 2023 Rendező: Keszég László
- Kszel Attila: Hanyistók – Juliska[11] Győri Nemzeti Színház 2023 Rendező: Kszel Attila
- Racine: Phaedra – Arícia[12]     Páholy Lakásszínház 2022 Rendező: Csáki Benedek
- Euripidesz: Bakkhánsnők – Bakkhánsnő[13] Budapesti Nemzeti Színház 2021 Rendező: Theodórosz Terzopulosz
- Petőfi Sándor: János vitéz – Boszorkány Budapesti Nemzeti Színház 2021Rendező: Vidnyánszky Attila
- Zerkovitz Béla: Csókos asszony – Rica Maca   Pesti Broadway Stúdió 2020 Rendező: Kovács Gábor Dénes
- Peter Stone: Titanic – Darlin Watkins, utas Veszprémi Petőfi Színház 2019 Rendező: Somogyi Szilárd
- Romeó és Júlia – ensemble tag Zikkurat – Budapest Aréna 2019 Rendező: KERO
- Pass Andrea: Napraforgó – Janka[14] Miskolci Nemzeti Színház – Játékszín (felolvasószínház) 2019
- Szörényi Levente: István, a király – kórustag Budapesti Operettszínház, 2020 Rendező: Székely Kriszta
- Vörösmarty Mihály: Csongor és Tünde – Nemtő Miskolci Nemzeti Színház 2017 Rendező: Szőcs Artur
- Fandl Ferenc: „Mára esőt mondanak” – Prológ, Pesti lány[15] Miskolci Nemzeti Színház 2016, 2017 Rendező: Fandl Ferenc[16]
- Presser Gábor: Padlás – kórustag Miskolci Nemzeti Színház 2015 Rendező: Rusznyák Gábor
- Puccini: Tosca – kórustag Miskolci Nemzeti Színház 2015 Rendező: Kesselyák Gergely
- Schönberg: A nyomorultak – kis Cosette Miskolci Nemzeti Színház 2012 Rendező: Halasi Imre
- Leoncavallo: Bajazzók, Mascagni: Parasztbecsület – kórustag Miskolci Nemzeti Színház 2011 Rendező: Halasi Imre
- Oscar Hammerstein-Richard Rodgers, A muzsika hangja – Gretl Miskolci Nemzeti Színház 2009-2011 Rendező: Korcsmáros György
- Andersen-Csorba Piroska A kis gyufaáruslány – címszerep kiskori alteregója Miskolci Csodamalom Bábszínház 2010 rendező: Tulipán Gábor
- Dés László: A dzsungel könyve – kis Tuna, Majmóca, Farkaskölyök Miskolci Nemzeti Színház 2008-2012 Rendező: Krámer György

## Szinkronszerepei

### Filmek[17]
- Rivière: Manon Rivière –  Flavie Delangle
- Golden Kamuy: Asirpa – Anna Yamada
- Stella szerelmes: Stella Vlaminck – Flavie Delangle
- Zűrös esküvő: Gülsah – Melis Babadag
- Ellenállhatatlan: Diana Hastings –Mackenzie Davis
- Papíron jónak tűnt: Serrena – Rebecca Rittenhouse
- BigBug: Jennifer – Claire Chust
- Ne a karmát okold!: Lucy – Renata Notni
- Az univerzumon túl: Nina – Giulia Be
- A gép: Daniela – Haleigh Hekking
- A csodálatos Elisa: Elisa – Jana San Antonio
- A főnököm esküvője: Nicole Waters – Holly Deveaux
- Ásó, kapa, koszorúslány: Hanga   – Cassie Brown

#### Sorozatok
- Golden Kamuy - A tetovált foglyok nyomában: Asirpa – Anna Yamada
- Én és a Walter fiúk: Jackie Howard – Nikki Rodriguez
- Kiút: Sarah Mayers – Avery Conrad
- Vaják: Teryn – Frances Pooley
- Lockwood és Tsa.: Lucy Carlyle – [18] Ruby Stokes
- Stargirl: Courtney Whitmore – Brec Bassinger[19]
- A Bridgerton család: Francesca Bridgerton – Ruby Stokes
- Olympo: Claudia – Nerea Mazo
- Végső állomás 6. Vérvonalak: Iris Campbell – Brec Bassinger
- Daredevil: Újjászületés: Angie Kim – Ruibo Qian

##### Animációs alkotások
- Rosszfiúk 2: Kunkori
- Az Öngyilkos osztag/Iszekai: Katana
- Trollok a világ körül: Pennywhistle
- Tomboló blöki: Emiko
- Dennis és Gnasher – Lármás bagázs!: Rubidium
- Lego Monkey Kid

## Hanghordozók
- Böszörményi Zoltán: Vágyakozás – Hangoskönyv (Irodalmi jelen Kiadó 2021)[20]

## Film, tv-játék
- Rényi Ádám: Balatoni nyár – Ilona 2024 Rendező: Kerekes Nóra
- Herczegh Ferenc: Déryné ifjasszony 2021 Rendező: Vidnyánszky Attila

## Fontosabb díjak
- 2022. Szinkronszemle – Legjobb színésznő közönségdíja[21]
- 2020 Nemzeti VERSeny – arany minősítés és különdíj[22]
- 2017. Közép-európai Egyházi Középiskolák Művészeti Találkozója – Kassa
- 2016. Nemzeti VERSeny – ezüstminősítés
- 2015. Miskolc város díja: Kiváló tanulók, sportolók
- 2011. Az Országos Fotómarathon – 2. helyezett
- 2009. A Miskolci Nemzeti Színház ,,A legjobb gyermekszereplő” különdíja
- A muzsika hangja/ [23]
- 2008. Avas Kupa – műkorcsolya 3. helyezett[24]